# ホセ・ムヒカ
ホセ・アルベルト・ムヒカ・コルダーノ（スペイン語: José Alberto Mujica Cordano、1935年5月20日 - 2025年5月13日）は、ウルグアイの政治家。
2009年11月の大統領選挙に当選し、2010年3月1日より2015年2月末までウルグアイの第40代大統領を務めた。バスク系ウルグアイ人。愛称はエル・ぺぺ。報酬の大部分を財団に寄付し、月1000ドル強で生活していたため、「世界一貧しい大統領」として知られた。

## 経歴
ムヒカの祖先はヨーロッパにあるバスク地方のビスカヤのムヒカ出身である。18世紀半ばにウルグアイに来たと言われる。
ムヒカは1935年にウルグアイの首都モンテビデオの貧困家庭に生まれた。モンテビデオ大学卒業後は家畜の世話や花売りなどで家計を助けながらも、1960年代に入って極左武装組織ツパマロスに加入、ゲリラ活動に従事する。ツパマロスと治安組織の抗争の激化、労働組合や職人組合の政治経済への反発といった時代のもと数々の襲撃、誘拐にたずさわる中で、ムヒカは6発の銃弾を受け、4度の逮捕（そのうち2回は脱獄）を経験する。
1972年に逮捕された際には、軍事政権が終わるまで13年近く収監されており、軍事政権側の人質として扱われていた。他の「人質」としては、のちに上院議員となるエレウテリオ・フェルナンデス・ウイドブロや、ツパマロスの創設者ラウル・センディックなどがいる。
ムヒカは出所後、ゲリラ仲間と左派政治団体を結成し1995年の下院議員選挙で初当選を果たす。2005年にウルグアイ東方共和国初の左派政権となる拡大戦線のタバレ・バスケス大統領の下で農牧水産相として初入閣。そして2009年11月の大統領選挙戦で、元大統領である国民党のルイス・アルベルト・ラカジェ公認候補を決選投票で破り勝利した。 2010年3月1日より2015年2月末までウルグアイの第40代大統領を務めた。
大統領退任後の2016年4月5日から4月12日にかけて日本を訪問し、4月7日には東京外国語大学で講演を行った。2020年10月20日、高齢などを理由に政界からの引退を表明。
政界引退後は、首都モンテビデオ郊外の農園にある自宅で暮らしている。2021年には、のどに魚の骨が刺さったことで病院に入院、手術する出来事があった。
2024年5月2日、食道がんにかかり放射線治療が行われることが明らかにされた。
2025年5月13日、死去。89歳没。
死因は未公表
。

## 政策
- ベネズエラのウゴ・チャベス大統領のような極端な反米左派になるのではと懸念があったが、中道左派路線を基調とした[3]。
- 競争者・反対者を包容した。大統領選の競争者であったダニーロ・アストリ経済財政長官を副大統領に任命した。ゲリラ時代、13年間監獄に投獄したウルグアイ軍部に報復しなかった[3]。
- 経済は専門家に任せた。前任のバスケス大統領時代から経済の指令塔であり、左派経済学者であるアストリ副大統領は非実用的なチリ式新社会主義を標榜しながらも、実際の政策では実用主義経済を優先した。二人の就任後にウルグアイ経済は7%ずつ成長し、1人あたりのGDPが南米最高を記録し、貧困率を下落させ、国民を豊かにした[3]。
- 左派労組である公務員労組団体はムヒカにとっては政府支持基盤だったが、彼は「想像もできない特権を享受して君臨している」と貴族労組だと指摘「ウルグアイ国民は全員公企業への就職を望んでいるのに、なぜ数人しかなれないのか」とし、終身雇用ではなく公共公務員の数年後ごとの交代制度を提案したりもした。その他の貴族労組にも言うべきことは言った[3]
- キリスト教的に異端である同性結婚や妊娠初期の妊娠中絶を合法化した。更に国内に蔓延して、不法組織の資金源になっていた大麻を合法化し、資金源を絶った[3][9]。

## 人物
- 2005年に結婚した妻は元マンボロスのルシア・トポランスキー（英語版）上院議員（元・副大統領）。
- 読書家で愛読書はミゲル・デ・セルバンテスの『ドン・キホーテ』。趣味は花の栽培である。[要出典]
- 2015年の10月11日放送のフジテレビ『Mr.サンデー』拡大スペシャルでのインタビューでは、少年時代に近くに住む日本人（日系ウルグアイ人）の造園業の手伝いをして造園のノウハウを学んだことを紹介し、「実は家の近所に10軒か15軒ぐらいの日本人家族がいてね。みんな花を栽培していたんだ。幼い私も育て方を教わり、家計を助けたよ。彼らはすごい働き者でね。昔ながらの日本人だった。農民の思考で狭い土地に多くのものを耕していたんだ」「ここには日本の造船会社が来ていてね。日本人技術者が大勢働いていたんだ。その子どもたちはここで成長し、自転車で学校へ通い、ここでサッカーを覚えたんだ。ある日、日本人の子どもが試合に出ていてね。激しいプレーで頭をけがして血を流してた。ついにはコートから出された。その子は泣いていたよ。でも傷が痛いからじゃない。最後までプレーできないことが悔しくて、名誉心で泣いていたんだ」と日本について述べた[10]。
- ムヒカの愛車である1987年製フォルクスワーゲン・タイプ1（2014年現在の価値は2800ドル（約32万円））をアラブの富豪から100万ドル（約1億1600万円）で買い取る事を打診された際、地元のラジオ番組で「友人たちから貰った物だから、売れば友人たちを傷つけることになるでしょう」と、これを拒否する発言をした[2]。
- 大統領や国会議員としての報酬や寄付をもとに農業学校を設立し、子どもたちに農業を教える取り組みをしている。
- 大統領や国会議員の公務ではネクタイを締めなかった。大統領在任中、ある政府の会議で他の出席者はスーツにネクタイをしているのに対し、ムヒカはノーネクタイで出席していた。ムヒカはネクタイを締めることは政治家の口を締めることであり、ネクタイは現代文明の奴隷の道具と考えていた[要出典]。
- ブラジルで開催されたリオ会議では、経済の拡大を目指すことの問題点を指摘した[11]。そのスピーチが話題となり、ノーベル平和賞の候補にもなった[12]。
- 2013年4月4日、ムヒカは隣国アルゼンチンのフェルナンデス大統領に対して「片方の目が見えない夫より、あのばあさんの方がタチが悪い」「とても頑固なばあさんだ」と表現し、問題になった[注釈 1]。
- 2014年12月7日、グアンタナモ湾収容キャンプの収容者を受け入れる方針を示していたウルグアイに、アメリカ軍機に輸送され、グアンタナモ湾収容キャンプの収容者が到着した[13]。ムヒカは、ウルグアイ国民及びオバマ米大統領宛公開書簡において、「ウルグアイは世界中から移民を受け入れて成り立ってきた国であり、また平和のための国際的手段の世界の前衛として、歴史的に多くの難民などを受け入れてきた。グアンタナモ収容者の受け入れは、このようなウルグアイの歴史の延長線上にあり、人道的な理由によるものである。ウルグアイ政府は難民申請に応じ、彼らに対し、国際的人権保護の基準を厳密に維持するものである。また、兄弟国キューバへの封鎖の解除、プエルトリコ独立の闘志で政治的囚人のオスカル・ロペス・リベラ及びキューバ人囚人アントニオ・ゲレロ、ラモン・ラバニーニョ、ヘラルド・エルナンデスの釈放を改めて要求する」という見解を表明した[13]。
- 2019年のベネズエラでの騒乱の際、5月1日に、政府側による鎮圧のために装甲車がデモ隊に突っ込み、轢かれた人々の映像が配信されている。この映像についてムヒカは「戦車の前に立ってはいけない」とコメントしている[14]。
- 来日した際、「日本は進歩を遂げた国だが、それで本当に日本人は幸せなのですか」と問いかけた[15]。
- 中道右派のケイコ・フジモリ（人民勢力党）と急進左派のペドロ・カスティジョ（自由ペルー）が争っている2021年ペルー大統領選挙（英語版）では、SNS上にてカスティジョを応援した[1]。

## 世界一貧しい大統領
- ムヒカの個人資産は、フォルクスワーゲン・タイプ1 (ビートル、1987年製)とトラクター、農地のみで、大統領官邸には住まずに、首都郊外の質素な住居で暮らしていた[16]。
- 自分の収入の9割を貧しい人々へ寄付し続けた[17]。
- 国連の会議では、豊かさを追い求める国際社会の在り方を批判した。そして、こう言及した。「貧乏な人とは、少ししか物を持っていない人ではなく、無限の欲望があり、いくらあっても満足しない人のことだ」[16]。

## 栄典

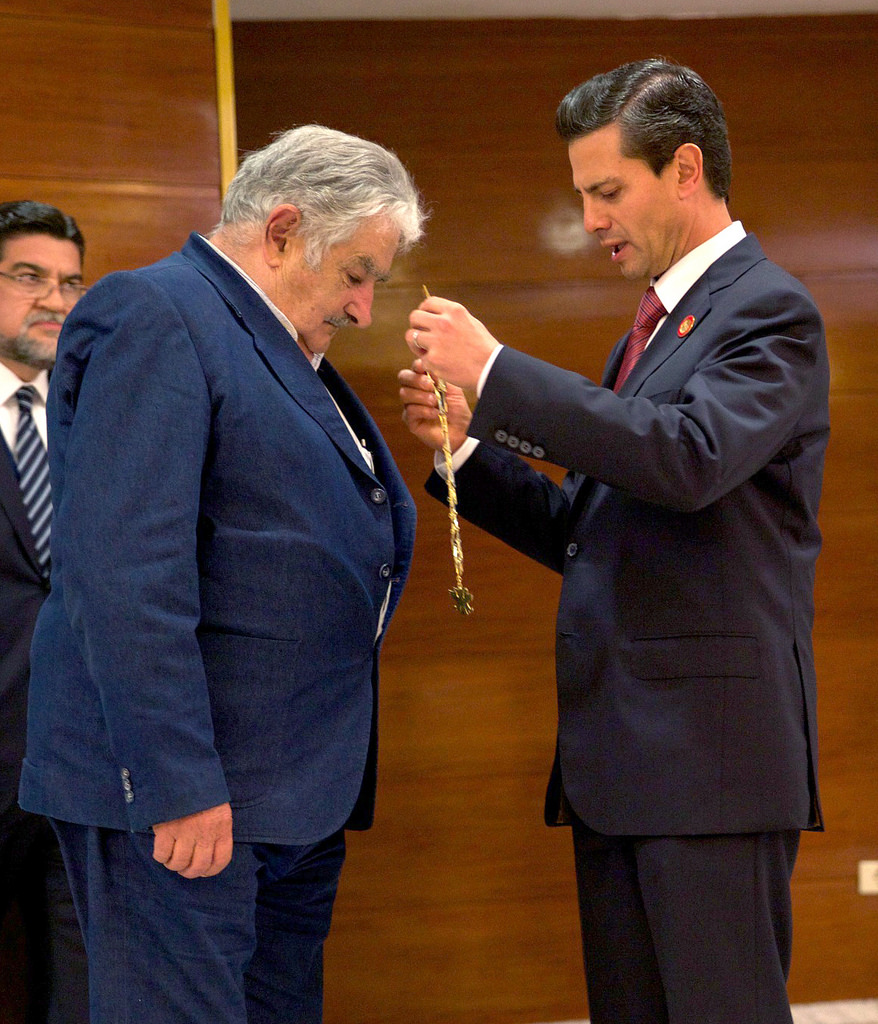
メキシコのエンリケ・ペーニャ・ニエト大統領からアステカ・イーグル勲章頸飾を受け取るムヒカ（2014年）

- アルゼンチン: 解放者サン・マルティン将軍勲章（英語版）頸飾 - （2021年1月25日）
- ブラジル: 南十字星国家勲章大頸飾 - （2024年12月5日）
- コロンビア: ボヤカ勲章（英語版）特別大十字章 - （2024年12月5日）
- エクアドル: 
  - サン・ロレンソ国家勲章（英語版）大頸飾 - （2014年12月3日）
  - 国家功労勲章（英語版）大頸飾 - （2014年12月3日）
- ホンジュラス: フランシスコ・モラサン勲章大十字章 - （2025年2月28日）
- メキシコ: アステカ・イーグル勲章（英語版）頸飾 - （2014年1月28日）
- パナマ: マヌエル・アマドール・ゲレロ勲章（英語版）大十字章 - （2017年11月24日）
- パラグアイ: 国家功労勲章（英語版）大頸飾 - （2010年8月16日）
- ペルー: ペルー太陽勲章（英語版）大頸飾 - （2011年1月25日）
- スルプスカ共和国: スルプスカ共和国旗勲章（英語版）第二等 - （2016年6月28日）

## 関連書籍
- 『悪役　世界でいちばん貧しい大統領の本音』、汐文社、2015年
- 『ホセ・ムヒカ　世界でいちばん貧しい大統領』、アンドレス・ダンサ／エルネスト・トゥルボヴィッツ著、大橋美帆訳、角川文庫、2016年
- 『池上彰とホセ・ムヒカが語り合った ほんとうの豊かさって何ですか？』、角川書店、2016年
- 『ホセ・ムヒカ　自由への挑戦』 マウリシオ・ラブフェッティ、鰭沼悟監修、プレジデント社、2023年

## 関連映画
- 「世界でいちばん貧しい大統領 愛と闘争の男、ホセ・ムヒカ」- 2020年のドキュメンタリー映画 [18]
- 「ムヒカ 世界でいちばん貧しい大統領から日本人へ」- 2020年のドキュメンタリー映画 [19]